# عمارة جورجية

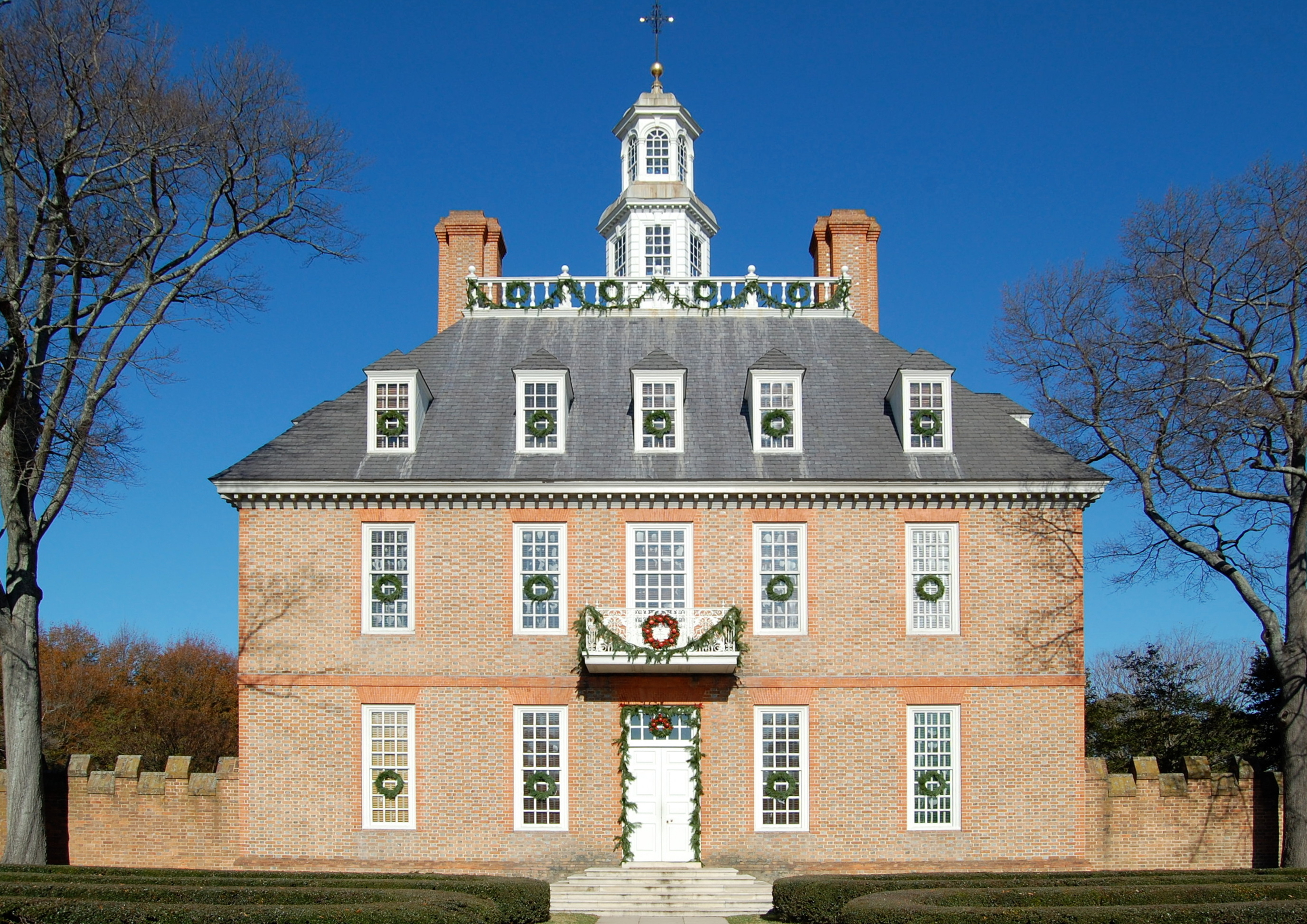
مبنى جورجي كولنيالي في فرجينيا، الولايات المتحدة

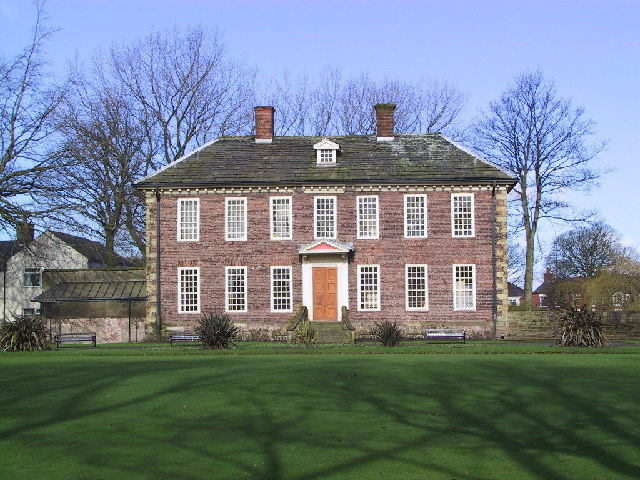
مبنى جورجي كولنيالي في مانشستر الكبرى، بريطانيا

العمارة الجورجية هي المُسمى المطلق على مجموعة الأنماط المعمارية التي وجدت بين عامي 1714 و1830 في معظم البلدان الناطقة باللغة الإنجليزية. سميت على اسم أول أربعة ملوك بريطانيين في بيت هانوفر -جورج الأول، وجورج الثاني، وجورج الثالث، وجورج الرابع- الذين حكموا في تعاقب مستمر من أغسطس 1714 إلى يونيو 1830. أحيي النمط في أواخر القرن التاسع عشر في الولايات المتحدة كعمارة استعمارية إحيائية وفي أوائل القرن العشرين في بريطانيا العظمى مثل العمارة الجورجية الجديدة؛ وأُطلق على كليهما العمارة الجورجية الإحيائية. يستخدم مصطلح «جورجي» في الولايات المتحدة بشكل عام لوصف جميع المباني في تلك الفترة. بغض النظر عن الأسلوب؛ يقتصر في بريطانيا بشكل عام على المباني ذات «القصد المعماري»، ولها خصائص أسلوبية نموذجية في تلك الفترة، على الرغم من أن ذلك يغطي نطاقًا واسعًا.
يُعدّ النمط الجورجي متغيرًا للغاية، ولكنه يتميز بالتناظر والتناسب مستندًا إلى العمارة الكلاسيكية في اليونان وروما التي أحييت في عمارة عصر النهضة. عادةً، توجد زخرفة في التقليد الكلاسيكي إلا أنها مقيدة، وتكون أحيانًا أخرى غير موجودة تمامًا على السطح الخارجي. جلبت هذه الفترة مفردات العمارة الكلاسيكية إلى مباني أصغر وأكثر تواضعًا مما كان عليه الوضع سابقًا، لتحل محل العمارة الشعبية الإنجليزية (أو تصبح الأسلوب الشعبي الجديد) لجميع منازل الطبقة المتوسطة الجديدة والمباني العامة تقريبًا بحلول نهاية الفترة.
تتميز العمارة الجورجية بنسبتها وتوازنها؛ فقد استُخدمت نسب رياضية بسيطة لتحديد ارتفاع النافذة بالنسبة لعرضها أو شكل الغرفة كمكعب مزدوج. وقد استُحسن الانتظام بقوة -كما هو الحال مع أعمال الحجر (المقطوع بانتظام)- مشبعًا القواعد الكلاسيكية بالتماثل والالتزام: ففي نقص التماثل، أضيفت تعديلات جورجية إلى المباني السابقة التي ما زالت مرئية بعد أن شُعر بأن هناك خللًا ما، على الأقل قبل بدء جون ناش تقديمَه ضمن مجموعة متنوعة من الأساليب. عُدَّ انتظام واجهات المنازل على طول الشارع سمة مرغوبة في تخطيط المدن الجورجية. توافقت التصاميم الجورجية مع الأنظمة الكلاسيكية للعمارة حتى بداية النهضة القوطية في أوائل القرن التاسع عشر، واستخدمت مفردات زخرفية مستمدة من روما القديمة أو اليونان.

## السمات
تحوّل مُلّاك الأراضي إلى مطورين عقاريين في المدن التي توسعت بشكل كبير خلال هذه الفترة، وأصبحت صفوف المنازل الملاصقة المتطابقة النمطَ الطبيعي. فحتى الأغنياء اقتنعوا بالعيش في مثل هذه البيوت في المدينة، خاصةً في حال زُوّدت بساحة حديقة أمام المنزل. كانت هناك كمية هائلة من المباني في جميع أنحاء العالم الناطق باللغة الإنجليزية في هذه الفترة، وكانت معايير البناء عالية بشكل عام. نجت أعداد كبيرة من المباني الجورجية التي لم تُهدم لقرنين أو أكثر، وما زالت تشكل أجزاء كبيرة من قلب المدن مثل لندن وإدنبرة ودبلن ونيوكاسل أبون تاين وبرستل.
شهدت الفترة نمو حرفة معمارية متميزة يجري التدرب عليها قبل منتصف القرن «فقد مُنح اللقب الرنّان «المعماري» لأي شخص يمكن أن يفلت به». وقد ناقض هذا الأساليب السابقة، إذ نُشر هذا المصطلح في المقام الأول بين الحرفيين من خلال الخبرة المباشرة المكتسبة من نظام التدرب على المهنة. لكن معظم المباني كانت لا تزال مصممة من قبل البنائين والملاك معًا، وقد جاء الانتشار الواسع للعمارة الجورجية وأنماط التصميم الجورجية بشكل عام، من نشر كتب الأنماط المعمارية للمجموعات غير المكلفة من النقوش. نشر مؤلفون مثل وليام هالفيني غزير الإنتاج (شاع بين عامي 1723-1755) إصدارات في أمريكا بالإضافة إلى بريطانيا.
يمكن رؤية ظاهرة مماثلة في القواسم المشتركة لتصميمات الإسكان في كندا والولايات المتحدة (على الرغم من مجموعة الأساليب المتنوعة) من القرن التاسع عشر حتى الخمسينيات، باستخدام كتب الأنماط المعمارية التي رسمها المهندسون المعماريون المحترفون ووزعتها شركات الأخشاب ومخازن الأجهزة للمقاولين وبناة المنازل.
منذ منتصف القرن الثامن عشر، جرى استيعاب الأساليب الجورجية ضمن عمارة شعبية أصبحت جزءًا من تدريب كل مهندس معماري ومصمم وبانٍ ونجارٍ وبنّاءٍ ومجصص، من إدنبرة إلى ماريلاند.

## الأنماط

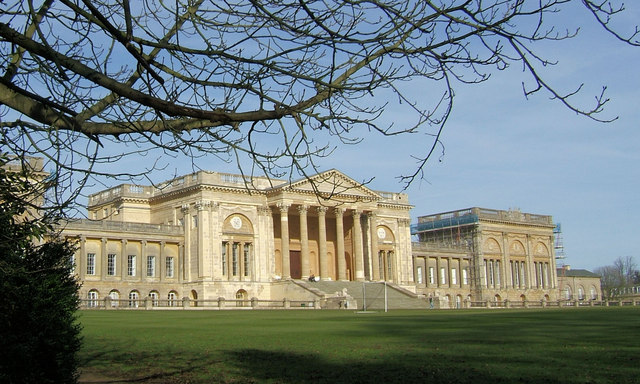
منزل ستو (المنظر الجنوبي) باكينجهامشير

خلفت العمارة الجورجية عمارة الباروك الإنجليزية للسير كريستوفر رين والسير جون فانبرو وتوماس آرتشر وويليام تالمان ونيكولاس هوكسمور، واستمر هذا حتى عشرينيات القرن التاسع عشر على الأقل، متداخلًا مع أسلوب جورجي أكثر تقييدًا. كان المهندس المعماري جيمس جيبس شخصية انتقالية، إذ كانت مبانيه السابقة باروكية، الأمر الذي يعكس الوقت الذي قضاه في روما في أوائل القرن الثامن عشر، إلا أنه عدّل أسلوبه بعد عام 1720. كان من ضمن المعماريين المهمين في تعزيز تغيير الاتجاه من الباروك كولين كامبل، مؤلف الكتاب المؤثر فيتروفيوس بريتانيكوس (1715-1725)؛ وريتشارد بويل، وإيرل برلنغتون الثالث وحاميه ويليام كينت، وإسحاق وير، وهنري فليكروفت، وجياكومو ليوني من البندقية، الذي قضى معظم حياته في إنجلترا.
من بين المهندسين المعماريين البارزين الآخرين في الفترة الجورجية المبكرة جيمس باين، وروبرت تايلور، وجون وود الأكبر. أصبحت الجولة الأوروبية الكبرى شائعة جدًا للمستفيدين الأثرياء في تلك الفترة، وظل النفوذ الإيطالي مهيمناً، على الرغم من أنه في بداية الفترة تبنّت ساحة هانوفر، وستمنستر (1713) -التي طُورت واحتُلت من قبل أنصار ويغ من السلالة الجديدة- عناصرَ الأسلوب الألماني في تكريمهم، وخاصة الأشرطة العمودية التي تربط النوافذ.
تُصنف الأنماط الناتجة عن ذلك ضمن عدة فئات. في التيار السائد للأسلوب الجورجي كانت كلًا من عمارة بالاديو-وبدائلها المتقلبة والقوطية والصينية، ومثّلت مُعادل العالم الناطق بالإنجليزية لعمارة الروكوكو الأوروبية. منذ منتصف الستينيات من القرن التاسع عشر، كانت مجموعة من الأساليب الكلاسيكية الجديدة عصرية، وارتبطت بالمهندسين المعماريين البريطانيين روبرت آدم، وجيمس جيبس، والسير ويليام تشامبرز، وجيمس وايت، وجورج دانس الأصغر، وهنري هولاند، والسير جون سوان. كان جون ناش واحدًا من أكثر المهندسين المعماريين إنتاجًا لعمارة أواخر العصر الجورجي المعروفة باسم أسلوب ريجنسي، وكان مسؤولًا عن تصميم مناطق كبيرة في لندن. أضيفت العمارة اليونانية الإحيائية إلى مجموعة الأنماط المستخدمة، بدءًا من عام 1750 تقريبًا، ولكن ازدادت شعبيتها بعد عام 1800. وكان من الدعاة الرئيسيين لها ويليام ويلكنز وروبرت سميرك.
في بريطانيا، يستخدم الطوب أو الحجر دون تغيير تقريبًا؛ وغالبًا ما يُخفى الطوب بزخارف جصية. في أمريكا والمستعمرات الأخرى، ظل الخشب شائعًا بكثرة، إذ كان توافره ونسبة التكلفة مع المواد الأخرى ملائمين أكثر. كانت الأسقف المكسوة مغطاة في الغالب ببلاط خزفي حتى قاد ريتشارد بينانت، بارون بنرين الأول تطويرَ صناعة ألواح الأردواز في ويلز من ستينيات القرن التاسع عشر، والتي أصبحت المادة المعتادة بحلول نهاية القرن.

## الخصائص العامة
- استخدام ترتيبات التماثل بشكل صارم
- الباب الرئيسي يتمركز في المنتصف، يعتليه نوافذ مستطيلة، ويتوج مع التاج المفصل/ السطح المعمد، حيث تدعمها أعمدة مزخرفة.
- شبابيك متعددة الأجزاء، ويتم ترتيبها بشكل متناظر (سواء عمودية أو أفقية)
- المداخن على كلا جانبين المنزل
- رواق في منتصف السقف مع شباك في الوسط، بالعادة هذا النوع يكون شائع في الطرز ما بعد الجورجية.

## جاليري

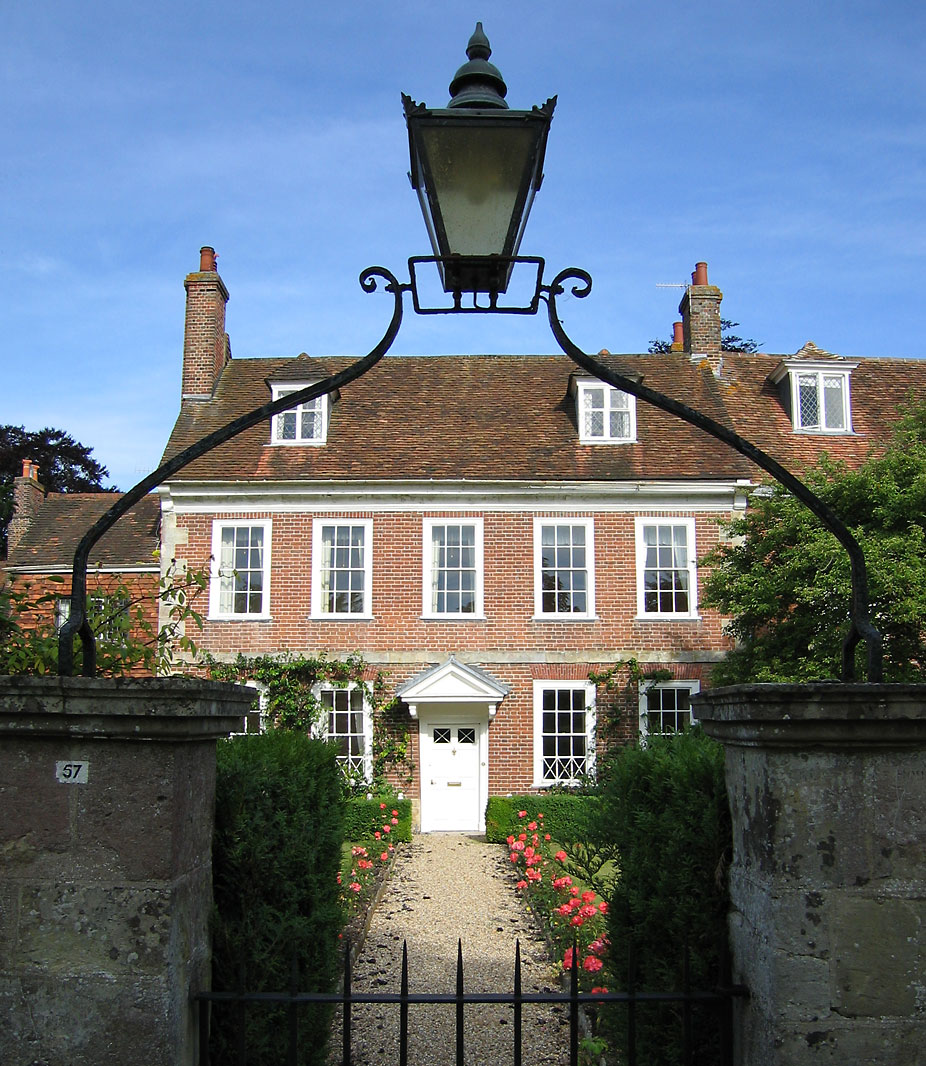
بيت جورجي في ساليسبري
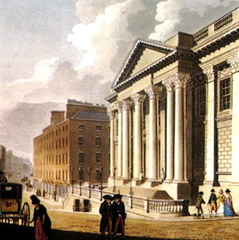
مبنى جورجي في دبلن من القرن الثامن عشر
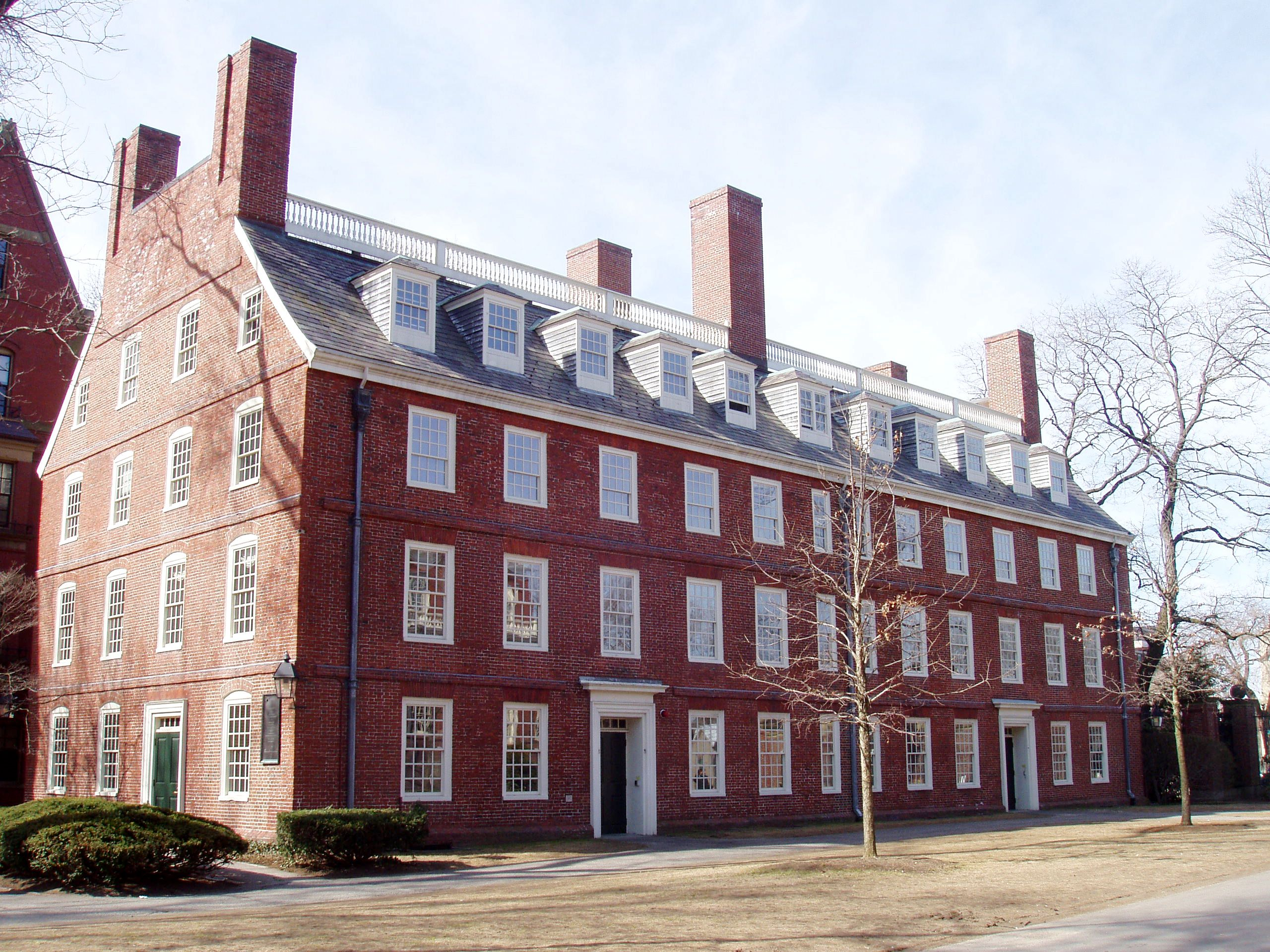
جامعة هارفارد
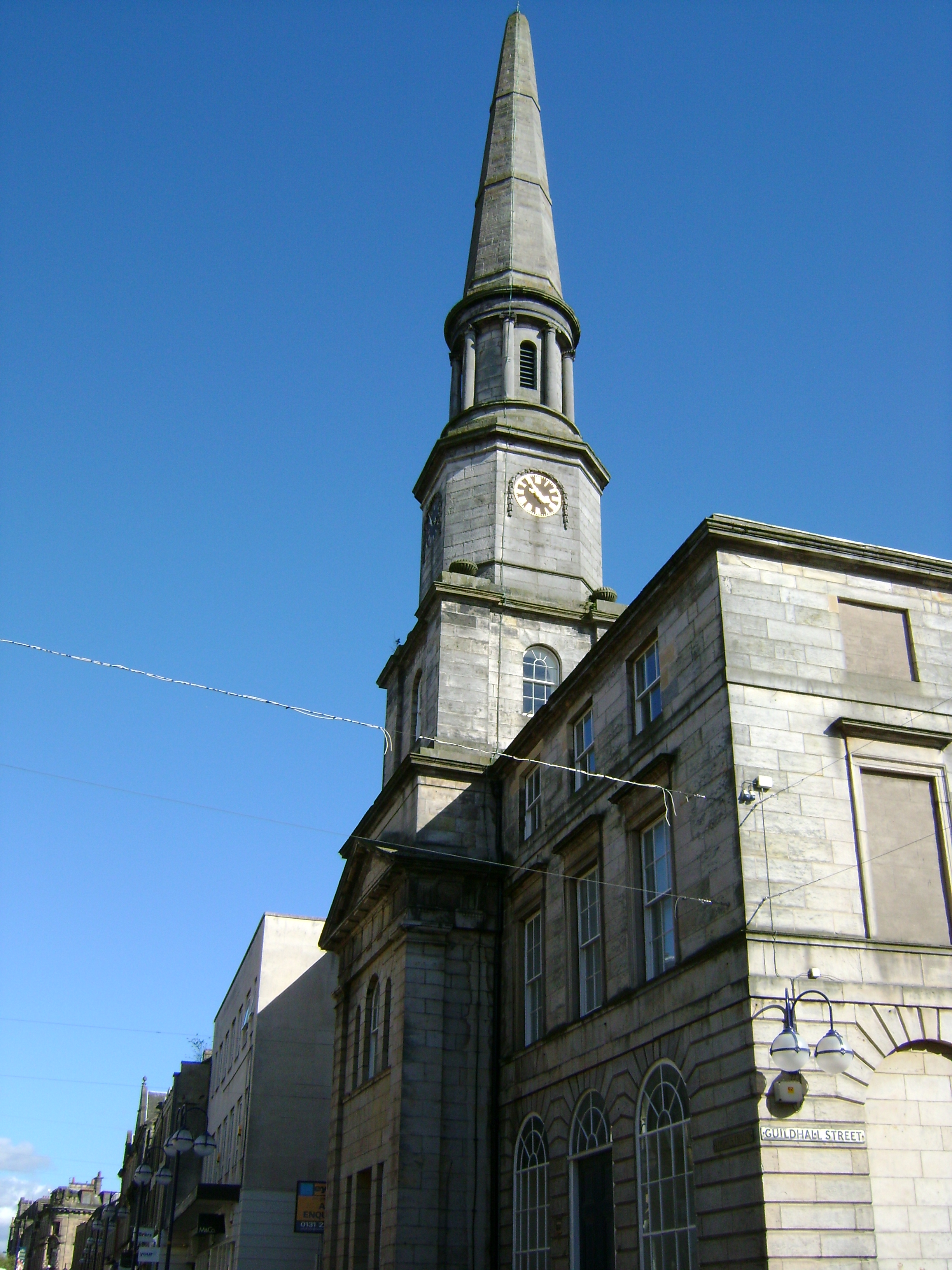
مبنى جرورجي في دمفرلين، اسكتلندا